# Ontario (Ohio)
Ontario è un comune (city) degli Stati Uniti d'America della contea di Richland nello Stato dell'Ohio. La città fu fondata nel 1834 sul bordo occidentale dell'Altopiano di Allegheny, appena ad ovest della città di Mansfield. Dopo essere stata incorporata nel 1958, Ontario divenne un centro dell'industria pesante a causa della linea ferroviaria della Erie Railroad, e la sua vicinanza a Mansfield. Tuttavia, il suo status a questo proposito ha cominciato a declinare nel tardo XX secolo, quando gran parte della Erie Railroad che una volta attraversava la città fu chiusa; e portò nel settore della produzione alla delocalizzazione o riposizionamento di molte fabbriche. L'industria della città da allora ha diversificato nel settore terziario, tra cui l'istruzione, la finanza e l'assistenza sanitaria. La città è anche un importante centro regionale della vendita al dettaglio che serve l'intera area del Centro-Nord dell'Ohio. La popolazione era di 6,225 persone al censimento del 2010. Fa parte dell'area statistica metropolitana di Mansfield.

## Geografia fisica
Ontario è situata a 40°46′08″N 82°36′11″W (40.768906, -82.603066).
Secondo lo United States Census Bureau, ha un'area totale di 11,10 miglia quadrate (28,75 km²).

## Storia
Ontario fu fondata da Hiram Cook, e pianificata nel dicembre 1834 come insediamento all'interno della Springfield Township vicino a Mansfield. Nello stesso mese successivo, l'insediamento originale di Ontario si fuse con quello di New Castle, un altro piccolo insediamento che originariamente si trovava appena ad ovest dell'insediamento di Ontario lungo le strade Mansfield e Bucyrus (oggi nota come State Route 309) che era stato appena progettato e pianificato.
New Castle prende il nome da Henry Cassell, mentre altri credono che prende questo nome in onore di Newcastle upon Tyne, una città dell'Inghilterra. Ontario prende il nome dalla contea di Ontario nello Stato di New York, il luogo di nascita del fondatore della città. Nel 1863, la Atlantic and Great Western Railroad (che più tardi divenne la linea principale della Erie Railroad) raggiunse Ontario e una stazione ferroviaria fu costruita, ma successivamente fu demolita dopo che gran parte della ferrovia fu chiusa nel tardo XX secolo.
L'arrivo della Lincoln Highway a Ontario nel 1913 influenzò molto sullo sviluppo della città. Dopo l'avvento del sistema di strade federali numerate nel 1928, la Lincoln Highway che attraversava Ontario divenne la U.S. Route 30.
Nel 1956, la General Motors costruì un grande impianto di stampaggio di nome Fisher Body all'interno della Springfield Township e il 25 giugno 1958, i residenti votarono per l'incorporazione di Ontario come villaggio per portare il nuovo impianto della General Motors a Ontario. Nel 1960, la nuova Ontario High School fu costruita, completa di una piscina coperta, un teatro, 3 negozi, e numerose aule ad alta tecnologia e laboratori per gli studi di preparazione al college. La nuova costruzione di scuole e la ristrutturazione di altre scuole ha continuato nel corso degli anni, e oggi l'Ontario Local School District è il distretto principale.

## Società

### Evoluzione demografica
Secondo il censimento del 2010, c'erano 6,225 persone.

### Etnie e minoranze straniere
Secondo il censimento del 2010, la composizione etnica della città era formata dal 90,8% di bianchi, il 4,0% di afroamericani, lo 0,3% di nativi americani, il 2,6% di asiatici, lo 0,5% di altre razze, e l'1,8% di due o più etnie. Ispanici o latinos di qualunque razza erano l'1,6% della popolazione.